# فاسيورينسكايا (كراسنودار)
فاسيورينسكايا (بالروسية: Васюринская) هي مدينة في مقاطعة كراسنودار كراي في روسيا.
يبلغ عدد سكانها حوالي 12594   نسمة.